# Landesamt für Landwirtschaft, Umwelt und ländliche Räume
Das  Landesamt für Landwirtschaft, Umwelt und ländliche Räume  (LLUR) war eine Behörde des Landes Schleswig-Holstein. Sie war dem Ministerium für Energiewende, Klimaschutz, Umwelt und Natur des Landes Schleswig-Holstein nachgeordnet. Das Amt hatte seinen Hauptsitz in Flintbek und landesweit 16 weitere Dienstsitze.

## Aufgaben
Das Landesamt beriet und unterstützte das Ministerium des Landes in fachlichen Fragestellungen der Aufgabenbereiche und war wie folgt organisatorisch
gegliedert:
- Abteilung 1: Allgemeine Aufgaben
- Abteilung 2: Landwirtschaft
- Abteilung 3: Fischerei
- Abteilung 4: Gewässer
- Abteilung 5: Naturschutz und Forst
- Abteilung 6: Geologie und Boden
- Abteilung 7: Technischer Umweltschutz
- Abteilung 8: Ländliche Entwicklung

## Geschichte
Das Amt entstand zum 1. Januar 2009 aus der Zusammenlegung der Ämter für ländliche Räume, der Staatlichen Umweltämter und des Landesamts für Natur und Umwelt (LANU). Zum 1. Januar 2023 wurden die Aufgaben des Amtes auf zwei neue Landesämter aufgeteilt. Die beiden neuen Landesämter unterstehen der Aufsicht verschiedener Ministerien des Landes Schleswig-Holstein.
Das zum 1. Januar 2023 neu errichtete Landesamt für Umwelt steht unter der Aufsicht des Ministerium für Energiewende, Klimaschutz, Umwelt und Natur des Landes Schleswig-Holstein.
Das ebenfalls zum 1. Januar 2023 neu errichtete Landesamt für Landwirtschaft und nachhaltige Landentwicklung (LLnL) befindet sich im Geschäftsbereich des Ministerium für Landwirtschaft, ländliche Räume, Europa und Verbraucherschutz.
Beide Behörden haben ihren Sitz in Flintbek am bisherigen Sitz des LLUR.